# Jacob Valentin Wahl
Jacob Valentin Wahl, född 3 mars 1801 i Landskrona, död där 26 november 1887, var en svensk musikinstrumentfabrikör.

## Biografi
Jacob Valentin Wahl (ofta skrivet som ”I. V. Wahl”) föddes 1801 i Landskrona som son till repslagaremästare Hans Wahl och Anna Christina Wahl. Han blev redan som barn mycket skicklig i träslöjd och började tillverka träblåsinstrument kommersiellt vid 16 års ålder. Han producerade under 1818 11 st klarinetter och flöjter i olika tonarter, och fortsatte sitt värv med att tillverka även fagotter.
1824 företog Wahl en tvåårig resa till Tyskland för att ytterligare utbilda sig i instrumentmakeri. Strax efter hemkomsten tog han sin första anställde, Johannes Ahlberg.
Wahl blev så småningom känd som den främste blåsinstrumentmakaren i det samtida Sverige.
Wahl var verksam resten av sin levnad i Landskrona och 1844 började han även att tillverka mässingsinstrument.
Han invaldes som associé av Kungliga Musikaliska Akademien 1841.
Tillverkningen av mässingsinstrument ledde till ett uppsving i affärerna, då sådana instrument nu började bli ordentligt populära ute i landet. I början av 1840-talet hade Wahl 4 gesäller och 3 lärlingar i sin verkstad. Bland dessa återfanns Olof Ahlberg och Lars Ohlsson som 1850 kom att starta firman Ahlberg & Ohlsson i Stockholm.
Efter 1850-talet minskade Wahls tillverkning gradvis, på grund av tilltagande konkurrens (inte minst från A&O). Fabriken fortlevde dock efter Wahls död fram till omkring år 1910 då den slutligen stängde.
Landskrona Museum har omfattande samlingar kring Wahl och hans verksamhet, bl.a. ett flertal instrument och ritningar som använts i fabriken. Hans instrument finns även representerade på flera andra musik- och industrimuseer i Sverige och Danmark.